# Pipi Wobaho
 (août 2014).
Pipi Wobaho, de son vrai nom Simplice Behanzin, est un comédien, chanteur béninois de musique traditionnelle « Akonhou ». Il est membre fondateur de la compagnie de théâtre et de cinéma Sèmako Wobaho.

## Biographie
Simplice Behanzin commence sa carrière de théâtre en fondant avec son frère Arnaud Behanzin et Dah Houawé, la compagnie Sèmako Wobaho en 1987, un groupe autrefois appelé "Gbenonkpo". Il s'agit d'une compagnie de théâtre et de cinéma regroupant plusieurs comédiens béninois.
En 1996, Pierre Zinko, alias Éléphant mouillé, rejoint la compagnie Sèmako Wobaho. Pipi Wobaho lui propose de travailler ensemble : les deux artistes seront à la tête de la compagnie théâtrale Sèmako Wobaho. Leur collaboration débouche sur plusieurs œuvres théâtrale sur la scène béninoise.
En 2010 avec la compagnie Sèmako Wobaho, ils obtiennent le disque d'or à la 4e édition du festival « Africa Fête » grâce à leur compagnie théâtrale Sèmako Wobaho dans la catégorie téléfilm. L'union des deux artistes et de la compagnie débouche sur plusieurs réalisations jusqu'en 2012, surtout avec la sortie en 2008 de « Si c'était toi ? », une série issue d'une collaboration avec plusieurs d'autres comédiens béninois. Une autre œuvre de la compagnie voit le jour en 2012 : Apprenti capricieux, où Eléphant mouillé joue le rôle d'un apprenti mettant les bâtons dans les roues de son patron (Pipi Wobaho).
Avec le temps, en 2013, les rumeurs ont commencé à naître au Bénin faisant mention de tensions entre les deux acteurs de la compagnie Sèmako Wobaho,.
En 2015, il est porté à la tête du Bureau de la Commission nationale de lutte contre la piraterie des œuvres littéraires et artistiques (Cnlp) au Bénin.

## Discographie

### Album
- 2011 : Akonhou djobé

### Single
- 2011 : Noussin dowè
- 2011 : Yonnu kékédékéssou
- 2011 : Vérité
- 2011 : Enado kplé

## Filmographie
- 2007-2008 : Série : Si c'était toi ? 1re à 10e parties : 1re saison
- 2008 : Papa vicieux
- 2008 : Tentation de la foi
- 2008 : Clin d'œil noir
- 2009 : La Femme adultère
- 2009 : Débat glossomodo
- 2009 : Baba chaud
- 2009 : La Loi coffret
- 2009 : Impolitesse
- 2009 : Émotion du dingue
- 2010 : La Colère du pêcheur
- 2010 : Scandale au foyer 1re, 2e partie, 3e partie et 4e partie, saison 1
- 2010 : Visiteur encombrant
- 2011 : Ah les hommes 2 !
- 2011 : Scandale au foyer 1re partie, saison 2
- 2011 : Pépé JP
- 2012 : Apprenti capricieux